# Peter R. Romero
Peter R. Romero  (* 18. Februar 1920; † 29. Juli 2010 in Tarzana, Kalifornien) war ein Szenenbildner und Artdirector.

## Leben
Romero begann seine Film- und Fernsehkarriere 1974 als Assistent des Artdirectors bei den Dreharbeiten zur kurzlebigen Fernsehserie Apple’s Way, zu diesem Zeitpunkt war er schon deutlich über 50 Jahre alt. Im Anschluss wirkte er als Artdirector an einem knappen Dutzend Episoden der erfolgreichen Familienserie Die Waltons. 1977 assistierte er Jack T. Collis bei John Boormans Horrorfilm Exorzist II – Der Ketzer. Sowohl bei diesem als auch dem nächsten Spielfilm, Um Kopf und Kragen, blieb er ohne Namensnennung im Abspann. Seinen ersten Credit erhielt er 1979 für Rocky II. Bei Walter Hills Western Long Riders war Romero erstmals als Artdirector bei einem Spielfilm verantwortlich.
1984 war er für Philip Kaufmans Literaturverfilmung Der Stoff, aus dem die Helden sind zusammen mit Geoffrey Kirkland, W. Stewart Campbell, Richard Lawrence, Jim Poynter und George R. Nelson für den Oscar in der Kategorie Bestes Szenenbild nominiert, die Auszeichnung ging in diesem Jahr jedoch an das Filmdrama Fanny und Alexander. Der Nominierung folgte eine längere Abwesenheit vom Filmgeschäft, erst Anfang der 1990er Jahre kehrte er zurück und arbeitete als Szenenbildner an For the Boys – Tage des Ruhms, Tage der Liebe und Speed. Dies blieb sein letzter Film, mit Mitte sechzig zog er sich endgültig aus dem Filmgeschäft zurück. Er starb neunzigjährig in Kalifornien.

## Filmografie (Auswahl)
- 1977: Exorzist II – Der Ketzer (Exorcist II: The Heretic)
- 1978: Um Kopf und Kragen (Hooper)
- 1979: Rocky II
- 1980: Long Riders (The Long Riders)
- 1983: Der Stoff, aus dem die Helden sind (The Right Stuff)
- 1991: For the Boys – Tage des Ruhms, Tage der Liebe (For the Boys)
- 1994: Speed

## Auszeichnungen (Auswahl)
- 1984: Oscar-Nominierung in der Kategorie Bestes Szenenbild für Der Stoff, aus dem die Helden sind